# کانتون ناراخال

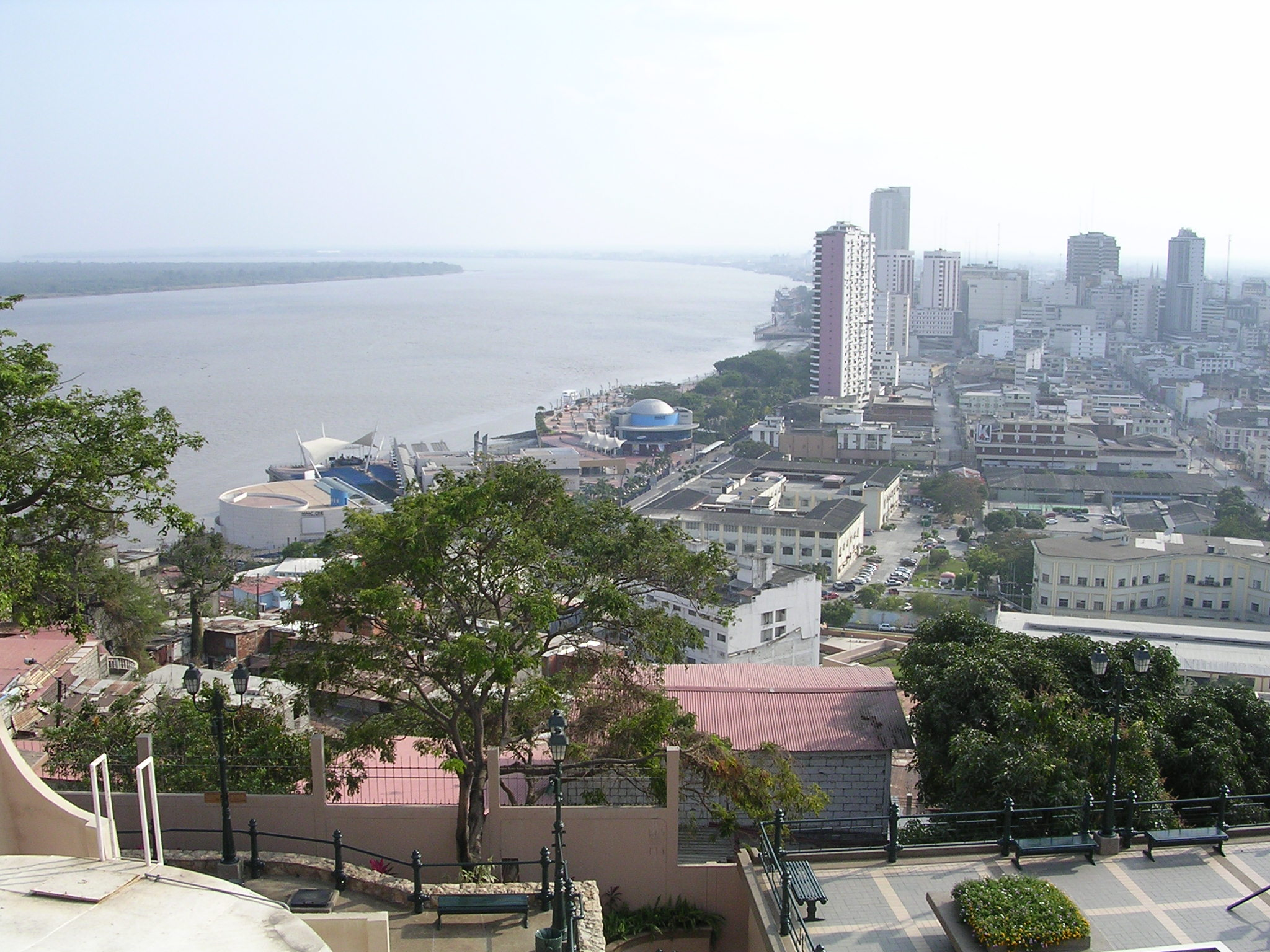
ناراخال

ناراخال (اسپانیایی: Naranjal Canton‎) کانتونی واقع در استان گوایاس شرق اکوادور. ۷۴/۱ درصد آن از مردم مستیسو تشکیل شده است.